# Jatne
Jatne (prononciation : [ˈjatnɛ]) est un village polonais de la gmina de Celestynów dans le powiat d'Otwock de la voïvodie de Mazovie dans le centre-est de la Pologne.
Il se situe à environ 6 kilomètres au nord de Celestynów (siège de la gmina), 10 kilomètres à l'est d'Otwock (siège du powiat) et à 31 kilomètres au sud-est de Varsovie (capitale de la Pologne).
Ma première mention du village date de 1866.
Le village compte approximativement une population de 317 habitants en 2011.

## Histoire
De 1975 à 1998, le village appartenait administrativement à la voïvodie de Varsovie.